# Pianostemmer

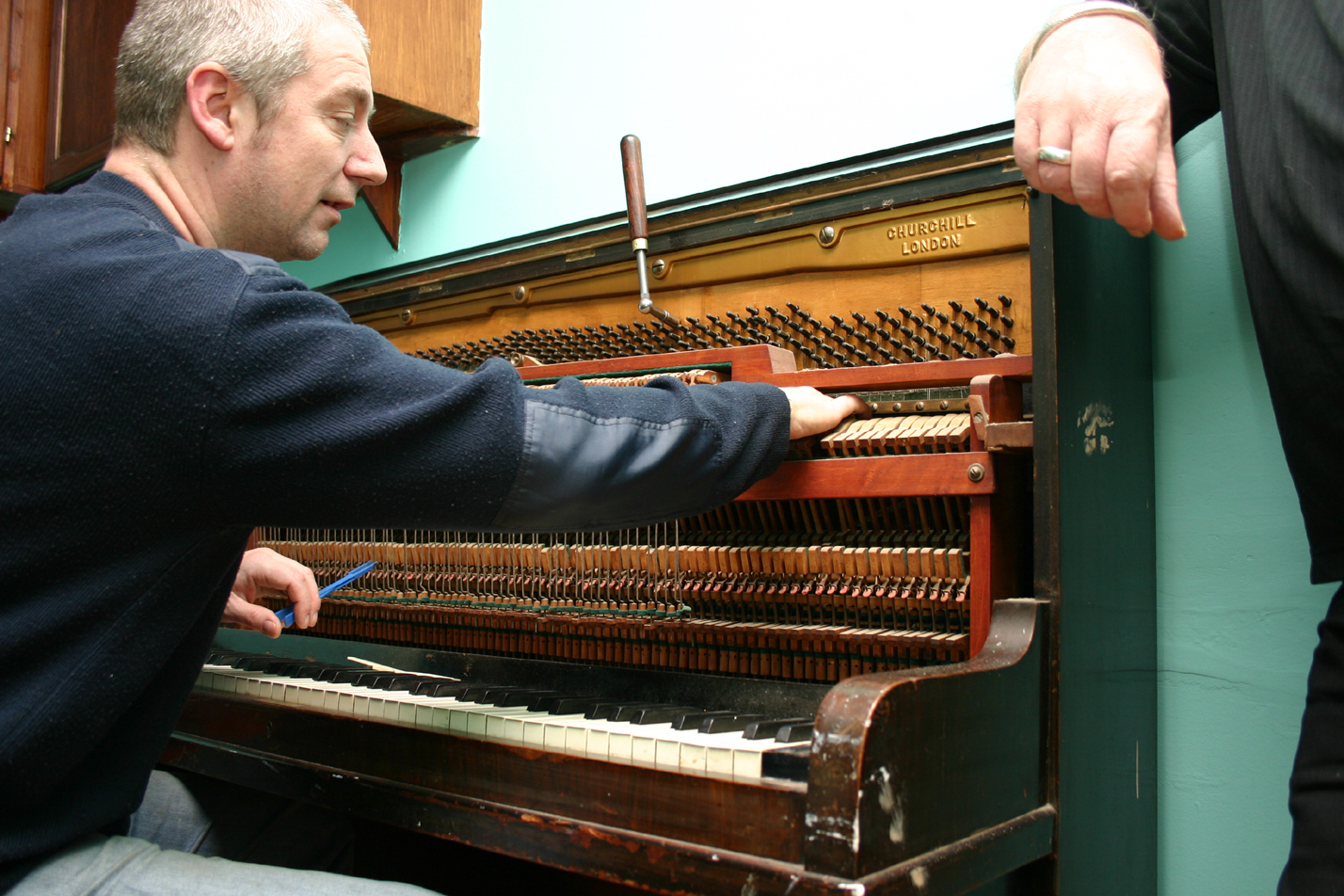
Pianostemmer

Een pianostemmer is een iemand die piano's stemt en onderhoudt.
De meeste muziekinstrumenten worden door de bespelers zelf gestemd.
Bij piano's en vleugels is dit meestal niet het geval.
Om deze instrumenten naar behoren te kunnen stemmen is een opleiding tot pianostemmer nodig.
Het draaien aan de stempennen om elke toon op de juiste hoogte te zetten is niet het moeilijkste. Veel moeilijker is het om zó te stemmen dat, als de laatste van de ± 220 snaren is gestemd, de eerst gestemde nog steeds goed op toon staat. Dit "vastzetten" van de stempennen vereist veel oefening en inzicht en is door iemand die het maar af en toe doet nauwelijks te leren - begaafde amateurs daargelaten.
Naast het stemmen hebben piano's en vleugels ook ander onderhoud nodig. Zo moet de afregeling van het houten mechaniek regelmatig bijgesteld worden. Dit omdat, door slijtage en verdichting van het vilt en leer in het mechaniek, er speling gaat ontstaan. Ook moeten er weleens reparaties gedaan worden, zoals een gesprongen snaar vervangen, een piepend of bonkend pedaal repareren, of een loszittende hamerkop weer vastzetten. Een pianostemmer moet daarom ook veel weten over de werking van het instrument.

## Intoneren
Om de klank van een piano te bepalen wordt een piano reeds aan het einde van het productieproces geïntoneerd. Als de piano te wollig klinkt is het vilt op de hamerkop te zacht, en wordt de kop geschuurd. Als de klank te scherp is kan de kop zachter worden gemaakt (spanning uit het vilt halen) door met een speciale intonatienaald voorzichtig in de hamerkop te prikken. Intoneren is vakwerk, de meeste pianostemmers kunnen het echter wel. Intoneren kan ook als niet alle hamertjes een gelijksoortige klank opleveren. Door het individueel intoneren van een hamer kan dan de klank geëgaliseerd worden.
Bij een nieuw instrument hebben de hamertjes zich bovendien vaak nog niet 'gezet', er zit nog geen groefje van de snaar in het vilt. Na een periode van 'inspelen' wordt dan alsnog de piano geïntoneerd ter egalisatie.

## Het stemmen
De pianostemmer stemt een piano volgens een systeem. Allereerst dempt hij in het middenregister waar steeds 3 snaren (die samen een 'snarenkoor' vormen) per toets zitten twee van deze snaren af door een reep vilt tussen de snaren te steken. Dan zet hij de A op 'kamertoon', variërend van 440 tot 442 Hz. Dit doet hij meestal aan de hand van een stemvork. Als die op stemming is, zal hij of volgens een 'kleine kwintencirkel' of 'grote kwintencirkel' de overige snaren van het middenregister stemmen. Ter vergelijking speelt de stemmer regelmatig de reeds gestemde intervallen, zodat de zwevingen kunnen worden gecontroleerd. Als het middenregister (dat meestal 1½ tot 2 octaven omvat bij het stemmen) goed is (als de 'temperatuur' gelegd is), worden de overige snaren gestemd. Octaven worden naar de bas vaak expres een fractie te 'groot' gestemd (dus een octaaf op een piano is dan iets meer dan een rein octaaf), net als in de discant, om meer sonoriteit en helderheid te krijgen, en waardoor de klank ruimtelijker werkt. Als de stemmer klaar is controleert hij vaak nog even de stemming, door enige akkoorden en intervallen te spelen. Hij let er dan op dat de tertsen 'rollen', dus of de zwevingen tussen de tonen mooi regelmatig verlopen.

## Nederland
In Nederland bestaat er een opleiding pianotechnicus op mbo-niveau.
De opleiding pianotechnicus is opgedeeld in twee gedeelten: er worden praktijk- en theorielessen gegeven door de vakleraren. Daarnaast wordt er veel tijd besteed aan het opdoen van praktijkervaring in een erkend leerbedrijf. Dat kan iedere muziekspeciaalzaak of pianowerkplaats in Nederland zijn die in staat is de leerling overeenkomstig het leerprogramma te begeleiden, zodat de einddoelen worden gehaald.

## België
In België valt de (gewone) opleiding tot pianostemmer onder de middenstandsopleiding (Syntra). Daarnaast bestaat er wel te Boom een opleiding in het BSO Muziekinstrumentenbouw, waar o.a. piano's op ambachtelijke wijze (na-)gebouwd worden, met daarnaast het stemmen, restaureren en juist interpreteren van de klankproductie. Aan de conservatoria van Antwerpen en Gent bestaat dan nog een master-opleiding in de muziekinstrumentenbouw. Hier ligt de nadruk op het bouwen, restaureren, stemmen, en juist interpreteren van de klankproductie van alleen historische instrumenten (klavecimbel en pianoforte), dus niet van hedendaagse piano's zoals wij ze nu kennen.